# Autophila asiatica
Autophila asiatica är en fjärilsart som beskrevs av Otto Staudinger 1888. Autophila asiatica ingår i släktet Autophila och familjen nattflyn. Inga underarter finns listade i Catalogue of Life.